# Zamek Villesavin
Zamek Villesavin (fr. Château de Villesavin) – rezydencja wybudowana dla Jeana le Bretona, podkomorzego Franciszka I, w Tour-en-Sologne w Dolinie Loary (Departament Loir-et-Cher, Francja).

## Historia
Zamek zbudowany w latach 1527–1537.

## Architektura
Zamek zbudowany na planie podkowy, posiada tylko jedną kondygnację mieszkalną ale przykryty jest wysokim spadzistym dachem. Elewacja budynku przypomina zamek w Chambord, prawdopodobnie ze względu na to, że budowany był przez jednego z zarządców budowy tego właśnie zamku. Kaplica zamku ozdobiona jest freskami Niccolò dell’Abbate, włoskiego malarz manierystycznego. Dodatkowo budynek ozdobiony jest przez 12 medalionów.
Na terenie zamku znajduje się również zabytkowy gołębnik z 1500 przegrodami gniazdowymi oraz powozownia.